# Dani Güiza
Daniel "Dani" González Güiza, född 17 augusti 1980 i Jerez de la Frontera, Cádiz, är en spansk fotbollsspelare och anfallare som för närvarande spelar för den spanska klubben Atlético Sanluqueño. Han har tidigare spelat i det spanska landslaget. Güiza vann skytteligan i spanska La Liga 2007/2008 med 27 mål för Mallorca.

## Statistik

### Landslaget
| Landslag | År     | Matcher | Mål |
| -------- | ------ | ------- | --- |
| Spanien  | 2007   | 1       | 0   |
| Spanien  | 2008   | 11      | 2   |
| Spanien  | 2009   | 8       | 4   |
| Spanien  | 2010   | 1       | 0   |
| Totalt   | Totalt | 21      | 6   |

| Nr | Datum            | Plats                                         | Motståndare  | Mål | Resultat | Mästerskap              |
| -- | ---------------- | --------------------------------------------- | ------------ | --- | -------- | ----------------------- |
| 1. | 18 juni 2008     | Stadion Wals-Siezenheim, Salzburg, Österrike  | Grekland     | 1–2 | 1–2      | UEFA Euro 2008          |
| 2. | 26 juni 2008     | Ernst-Happel-Stadion, Wien, Österrike         | Ryssland     | 0–2 | 0–3      | UEFA Euro 2008          |
| 3. | 9 juni 2009      | Tofiq Bähramov-stadion, Baku, Azerbajdzjan    | Azerbajdzjan | 0–5 | 0–6      | Vänskapsmatch           |
| 4. | 28 juni 2009     | Royal Bafokeng Stadium, Rustenburg, Sydafrika | Sydafrika    | 1–1 | 3–2      | Confederations Cup 2009 |
| 5. | 28 juni 2009     | Royal Bafokeng Stadium, Rustenburg, Sydafrika | Sydafrika    | 2–1 | 3–2      | Confederations Cup 2009 |
| 6. | 18 november 2009 | Ernst-Happel-Stadion, Wien, Österrike         | Österrike    | 1–4 | 1–5      | Vänskapsmatch           |